# Sunja
Sunja és un municipi de Croàcia que es troba al comtat de Sisak-Moslavina.